# 알베르토 망구엘

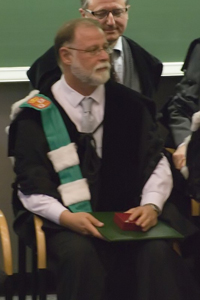
알베르토 망구엘

알베르토 망구엘(Alberto Manguel, 1948년 -)은 아르헨티나 부에노스아이레스 출신의 캐나다 작가이다.
그의 아버지가 이스라엘의 아르헨티나 대사였기 때문에 이스라엘에서 어린 시절을 보냈으며 캐나다에서의 20년동안을 포함하여 전 세계의 여러 나라에서 거주하였다. 현재는 프랑스의 비엔에 거주하고 있다.
망구엘은 학창시절 부에노스아이레스의 한 서점에서 일을 한 적이 있었는데, 그때 그의 인생에서 중대한 전환점이 된 사건이 일어났다. 당시, 작가 호르헤 루이스 보르헤스가 그 서점을 방문하였고, 망구엘은 시력을 잃어가던 보르헤스에게 책을 읽어 주었다. 이 사건은 망구엘에게 큰 문학적 영감을 불어 넣어 주었으며 후에, 망구엘은 그의 《독서의 역사》에서 보르헤스에게 특별한 감사 표시를 하였다.
그는 소설과 논픽션 작품을 쓰는 작가일 뿐만 아니라 문학 선집의 편집자로도 유명하다.

## 생애

### 유년기 및 청소년기
알베르토 망겔은 1948년 아르헨티나의 부에노스 아이레스에서 태어났다. 아버지가 외교관이였기 때문에 어린 시절에는 아버지가 아르헨티나 대사를 지낸 이스라엘의 텔 아비브에서 생활하였고, 7살때 다시 아르헨티나로 돌아와 부에노스 아이레스에서 학교를 다녔다. 그가 16세이던 1964년, 부에노스 아이레스의 '피그말리온'이라는 서점에서 점원으로 일하던 중 당시 아르헨티나의 국립 도서관장이자 세계적 대 작가이던 호르헤 루이스 보르헤스를 만났다. 당시 시력을 잃어가던 그에게 1964년부터 1968년까지 약 4년 동안 책을 읽어주고 대화를 하는 특권을 누리면서 문학적 영감을 얻음과 동시에 지적인 성장을 이룰 수 있었다.

### 중년기
1968년 유럽으로 떠났다가 다시 부에노스 아이레스로 돌아와 <라 나시온>이라는 신문사의 기자로 잠시 일했었다. 그 외에는 캐나다에 20년가량 거주했던 것을 포함하여 스페인, 영국, 프랑스, 이탈리아 등 세계 각국을 떠돌아 다니며 독자로서의 활동을 하였다. 1970년대 중반에는 타히티에 있는 한 출판사에서 일했고, 1982년 『상상과 장소에 대한 사전』을 펴낸 후 캐나다로 이주했다. 1985년 캐나다 국적을 얻었다. 캐나다 국적을 얻은 후 캐나다의 신문이나 방송 회사에 많이 투고를 하기도 했다.

### 노년기
그는 현재 캐나다 국적으로 프랑스 비엔에 거주하고 있다. 프랑스에서 '예술과 문학 기사' 작위를 받은 후 계속 비엔에 거주하면서 파리 루브르 박물관, 런던 내셔널 갤러리 등 세계 각국의 국립박물관에서 강의를 하고 있다.또한 3만권 정도의 책을 소장한 개인 도서관을 건축했고 글을 쓰며 살아가고 있다.

## 활동

### 작가로서의 알베르토 망겔
소설과 비소설을 아우르는 여러 권의 책을 썼다. 세상에 관한 깊이 있는 에세이를 많이 선보였다. 발간하는 책마다 그의 해박한 지식을 엿볼 수 있다고 한다. 1992년 멕키터 상을 수상한 소설 『낯선 나라에서 온 소식』뿐만 아니라 프랑스 메디치 상을 수상한 『독서의 역사』, 만하임 상을 수상한 『상상의 장소들에 관한 사전』등의 작품으로 작가로서 큰 명성을 얻고 있다.

### 편역가로서의 알베르토 망겔
17살 무렵 부에노스 아이레스에 있는 편집사에서 보조 편집자로 일했다. 1978년부터는 영국에 있는 RAM편집사에서 정식 편집자로 일했고 1980년에는 타히티의 편집회사에서도 일했다. 그 후로도 많은 회사에서 편역을 도왔다. 그가 편역한 작품으로는 『다른 불들』(라틴 아메리카의 여성 작가 단편집), 『천국의 문』(남미 에로틱 선집), 『숲의 다른 곳에서』(남미 소설집) 등이 있다. 문학 선집의 편집자로 유명하다. 환상문학에서 호색문학에 이르기까지 다양한 주제의 단편 선집 열 두권을 편집했다.

### 독서가로서의 알베르토 망겔
그는 세계 최고의 독서가로 유명하다. 세계에서 손에 꼽히는 독서가로서 방대한 독서량으로 유명하고 본인도 스스로의 직업을 독서가라고 할 만큼 많은 책을 읽었다.

## 주요 작품
- 《상상의 장소들에 관한 사전》The Dictionary of Imaginary Places, 1980년
- 《낯선 나라에서 온 소식》News From a Foreign Country Came, 1991년
- 《독서의 역사》A History of Reading, 1996년 ISBN 89-8407-028-9
- 《알베르토 망구엘의 나의 그림 읽기》Reading Pictures: A History of Love and Hate, 2000년, ISBN 89-8407-148-X
- 《독서일기》A Reading Diary, 2004년
- 《밤의 도서관》The Library at Night, 2006년, ISBN 978-89-8407-352-4
- 《모든 사람은 거짓말쟁이》Todos Los Hmbres Son Mentirosos, 2008, ISBN 978-89-8407-358-6

## 참고 문헌
- 최재봉,「보르헤스에게 책 읽어주던 16살 소년」, <한겨레>, 2008. 1. 4일자
- yes 24 저자소개